# Üpszilon
Az üpszilon (Υ υ) a görög ábécé huszonharmadik betűje; szokásos átírása az u vagy y betű, hangértéke pedig ü vagy i. 